# Политика на Израел
Израел е парламентарна република.

## Президент
Президентът е държавен глава на Израел. Съгласно закона, приет през 1963 година, едно и също лице може да бъде избрано за президент на Израел не повече от 2 пъти поред. Президентските избори са на всеки 5 години.

## Законодателна власт
Законодателният орган в Израел е парламентът, наречен „Кнесет“, състоящ се от 120 депутати, избирани на всеки 4 години при изборна бариера 2 процента.

## Съдебна власт
Съдебните съдилища са независими от правителството. Системата включва светски и религиозни съдилища за различните религии в Израел. Съдебната система е поделена на 3 клона.